# Blair Bann
Blair Cameron Bann (Edmonton, 26 de fevereiro de 1988) é um jogador de voleibol canadense que atua na posição de líbero.

## Carreira
Bann foi membro da equipe canadense nos Jogos Pan-Americanos de Guadalajara, em 2011, onde foi eleito o melhor líbero. Sua primeira edição da Liga Mundial foi em 2012, onde terminou em 12º lugar. No Campeonato NORCECA de 2013, ganhou o prêmio de melhor recepção, onde a equipe canadense conquistou a medalha de prata.
Em 2015, Bann ajudou o Canadá a ganhar o ouro no Campeonato NORCECA, na Argentina. Fez sua primeira aparição em uma Copa do Mundo, ajudando o Canadá a repetir a sua melhor colocação no campeonato; um 7º lugar, feito igual ao da edição de 2003. Ajudou o Canadá a se classificar para os Jogos Olímpicos Rio 2016, conquistando a primeira vaga olímpica masculina do Canadá no voleibol desde Barcelona 1992. Em sua estreia olímpica, Bann alcançou a segunda melhor colocação da equipe canadense na história olímpica, sendo seu melhor resultado olímpico em Los Angeles 1984.
Em 2017, conquistou o prêmio individual de melhor líbero na Liga Mundial, em Curitiba. No ano posterior, competiu a sua primeira edição do Campeonato Mundial, onde a equipe canadense obteve o 9º lugar. Mesma posição obtida na Copa do Mundo de 2019.
Em abril de 2021 assinou contrato com o clube alemão VfB Friedrichshafen. No mesmo ano disputou sua segunda Olimpíada, onde ficou na 8ª posição nos Jogos Olímpicos de Tóquio.